# 唐白河流域
唐白河流域是汉水流域的一部分。位于河南省南阳市境内，小部分位于湖北省襄樊市境内。
主要由白河和唐河两条河流形成的冲积平原，是南阳盆地内主要的冲积平原。
流域面积24215平方公里

## 流域内的主要城市
- 南阳市
- 唐河县
- 新野县
- 南阳油田